# William Andrewes
William Gerrard Andrewes, detto Bill (Winchester, 3 novembre 1899 – Winchester, 21 novembre 1974), è stato un ammiraglio inglese.

## Biografia
Era il secondo figlio del reverendo Canon Gerrard Thomas Andrewes, canonico di Winchester, e di sua moglie, Helena Louisa Kirby. Studiò alla Twyford School, a Winchester, prima di entrare nella Royal Naval College di Osborne nel settembre 1912, prima di trasferirsi a Dartmouth nel 1914..

## Carriera
Fu assegnato alla corazzata Canada nel mese di agosto 1915, partecipò alla battaglia dello Jutland nel maggio 1916. Dal febbraio 1917 frequentò il corso del preposto al controllo siluro e venne assegnato al cacciatorpediniere Walrus nel Mar Baltico, nel febbraio 1918. Divenne sottotenente il 15 maggio 1918 e a tenente il 15 ottobre 1919. Nel 1921 servì a bordo del cacciatorpediniere Versatile.
Tra il settembre 1921 e il giugno 1923 frequentò "lungo corso" presso il Royal Naval College a Greenwich e presso la HMS Vernon a Portsmouth. Servì come Torpedore Ufficiale a bordo del sottomarino Ambrose. Il 15 ottobre 1927 fu promosso a tenente-comandante.
Dal 6 gennaio 1930 servì come ufficiale addetto ai siluri sulla corazzata Warspite nel Mediterraneo e flotte atlantiche, poi dal 30 aprile 1931 a bordo l'incrociatore pesante Kent. Il 31 dicembre 1932 fu promosso a comandante.
Il 30 giugno 1938 fu promosso a capitano.

### Seconda guerra mondiale
Nel 1939 fece parte del Joint Planning Staff del Comitato della Difesa Imperiale, poi come Comandante del vettore idrovolante Albatross nel 1940, prima di un breve periodo come Chief Staff Officer a Dover. L'8 aprile 1940 è stato nominato Vice Direttore della Divisione Piani al Ammiragliato. Il 19 settembre 1942, quando prese il comando della incrociatore Uganda per il servizio nell'Atlantico e nel Mediterraneo, prendendo parte nell' "Operazione Husky", all'invasione della Sicilia (luglio-agosto 1943) e nell' "Operazione Avalanche", gli sbarchi a Salerno (settembre 1943).
Il 28 febbraio 1944 è stato nominato Vice Capo di Stato Maggiore per l'amministrazione e compiti in preparazione per la sbarco in Normandia, con il grado di commodoro. Dal novembre 1944 al luglio 1945 fu Capo ufficiale di stato maggiore per il viceammiraglio James William Rivett-Carnac, che come viceammiraglio era responsabile dell'intera operazione logistica per sostenere la flotta del Pacifico britannico. 

### Post-guerra e Corea
Fu nominato Comandante della portaerei Formidable nell'agosto del 1945, ma un infortunio al ginocchio gli ha impedito di assumere la carica, e invece ha comandato il vettore Indomabile dal dicembre 1945 al 1947. Fu promosso ad ammiraglio l'8 gennaio 1948.
Fu promosso a viceammiraglio il 1 dicembre 1950 e il 17 fu nominato comandante del 5º Squadrone Incrociatori e secondo in comando sull'incrociatore leggero Belfast. Dopo lo scoppio della guerra di Corea comandò le forze navali britannici e del Commonwealth.
Dal 15 ottobre 1951 servì come comandante in capo della stazione Indie Occidentali e d'America, e anche come vice Comandante supremo alleato dell'Atlantico (1952-1953). Fu Presidente del Royal Naval College di Greenwich fino al 1956.

## Matrimonio
Nel 1927 sposò Frances Audrey Welchman. Ebbero due figli.

## Morte
Morì il 21 novembre 1974.